# Douwe Aukes
Douwe Aukes (1613 – 1668) was kapitein voor de Vereenigde Oostindische Compagnie en een zeeheld in de eerste Engelse oorlog. Hij was in beeld als opvolger van Tjerk Hiddes de Vries als luitenant-admiraal van Friesland, maar hij koos voor de VOC.
Douwe Aukes, ook wel Douwe Aukes de Vries, ged. Amsterdam 19 febr. 1613, zoon van Auke Douwes, varensgezel van Workum, en Niesje Martens, trouwt Amsterdam 20 dec. 1636 Heyltje Gerrits. In 1647 trouwde hij de 22-jarige Machteldjen Janknecht van Edam. Bij het eerste huwelijk staat hij te boek als onderstuurman en bij het tweede als schipper. In 1657 kocht hij een huis aan de zuidzijde van het Rapenburg (Amsterdam)
Hij heeft als schipper voor de Vereenigde Oostindische Compagnie gevaren op de schepen Maastricht en Vrede. In 1641 werd hij tot kapitein van de Vogelstruys benoemd, een schip met 40 kanonnen van de Amsterdamse Kamer van de VOC. Toen in 1652 tijdens de Eerste Engels-Nederlandse Oorlog de Vogelstruys toegevoegd werd aan de vloot van Michiel de Ruyter werd Douwe Aukes indirect marineofficier.
Op een gegeven moment in de Slag bij Plymouth dwaalde hij af van de Nederlandse vloot en werd het omsingelde schip bijna genomen door de Engelsen. Douwe Aukes dreigde een brandende lont in een kruitvat te steken, een bekende truc om de mannen tot groter vechtlust te bewegen. Zijn bemanning beet vervolgens zo hard van zich af dat de Engelse enterploeg weer van het schip werd geslagen, er twee Engelse schepen bijna tot zinken werden gebracht en een derde zwaar beschadigd werd. De Vogelstruys wist zich vervolgens weer bij de rest van de Nederlandse vloot te voegen. Na afloop van de oorlog bleef hij in dienst van de V.O.C..
In 1657 wordt hij vermeld als kapitein van een koopvaarder in de Levanthandel. In oktober 1658 voer hij vanuit het Vlie naar Kaap de Goede Hoop. Aan boord was Constantin Ranst. In 1665 was hij koopman te Amsterdam. In 1666 tijdens de Tweede Engels-Nederlandse Oorlog werd hij door de Admiraliteit van Amsterdam gevraagd als kapitein en door de Staten van Friesland om luitenant-admiraal van de Friese Admiraliteit te worden als opvolger van de gesneuvelde Tjerk Hiddes de Vries, maar Douwe koos voor de VOC en bleek net weer het ruime sop gekozen te hebben naar Indië. In 1668 overleed hij op de terugweg. Zijn graf ligt in de Oude Kerk te Amsterdam
De Nederlandse marine heeft een schip naar Douwe Aukes vernoemd, Hr. Ms. Douwe Aukes. Het gaat hier om een mijnenlegger van 687 ton met een capaciteit van 60 mijnen die op 2 november 1922 in dienst is gesteld bij de Koninklijke Marine.